# Arboretum w Kopnej Górze
Arboretum w Kopnej Górze im. Powstańców 1863 – znajduje się w województwie podlaskim, w powiecie białostockim, w gminie Supraśl.
Arboretum założone zostało w roku 1988 w Kopnej Górze. Z inicjatywą jego utworzenia oraz za jego utrzymanie odpowiada Nadleśnictwo Supraśl. W październiku 2023 roku uzyskało status ogrodu botanicznego. Zajmuje 26 hektarów.

## Kolekcja
Kolekcja obecnie obejmuje ok. 500 gatunków i odmian drzew i krzewów zdolnych do rozwoju w surowych warunkach klimatu Podlasia o cechach klimatu kontynentalnego.
Rośliny w arboretum podzielone są na 10 kolekcji. Wśród nich znajdują się drzewa, krzewy oraz rośliny ozdobne.
W Kopnej Górze w pobliżu budynków administracyjnych znajduje się szkółka roślin ozdobnych.

## Godziny otwarcia
Udostępniane do zwiedzania od kwietnia do września. Nie pobiera się opłat za wstęp.

## Turystyka i edukacja
Zajęcia edukacyjne
Zajęcia edukacyjne prowadzone są w Arboretum oraz w Leśnej Szkole czyli sali edukacyjnej otwartej w 2004 roku. Odwiedzający mogą zapoznać się z historią Puszczy Knyszyńskiej w otwartym w roku 2008 Muzeum historii Puszczy Knyszyńskiej.
Ścieżka edukacyjna "Kopna Góra"
Ścieżka rozpoczyna się przy bramie Arboretum, jest pętlą o długości ok. 4 km
Ścieżka w swym przebiegu prezentuje przyrodę doliny rzeki Woronicza chronionej jako rezerwat przyrody Woronicza, oraz sposoby gospodarowania w lesie. Ostatnim przystankiem jest dawna składnica drewna, w której dla turystów przygotowano wiatę oraz miejsce na ognisko.